# Antic Ajuntament de Viladamat
L'Antic Ajuntament de Viladamat és un edifici de Viladamat (Alt Empordà) inclosa a l'Inventari del Patrimoni Arquitectònic de Catalunya. Situat dins del nucli urbà de la població de Viladamat, a la banda de migdia del nucli antic, a la plaça Catalunya.

## Descripció
Edifici cantoner de planta rectangular, amb la coberta de teula d'un sol vessant i distribuït en planta baixa i pis. Totes les obertures de l'edifici són rectangulars i presenten un ample emmarcament en relleu arrebossat. La façana principal presenta, a la planta baixa, dos portals d'accés centrals d'aquestes característiques i un altre de lateral sense cap tipus d'emmarcament. Al pis hi ha dues finestres balconeres amb una senzilla barana de ferro i l'emmarcament en relleu arrebossat. A l'extrem de llevant del parament destaca un rellotge de sol circular, arrebossat i acolorit. La façana lateral presenta una finestra a la planta baixa i una altra de tapiada al pis. Ambdues façanes estan rematades per un fris arrebossat de les mateixes característiques que les obertures anteriors.
La construcció està bastida en pedra sense treballar disposada irregularment i lligada amb morter.

## Història
Construcció de principi del segle xx. En la sessió ordinària del dia 3 de desembre de 2004, l'Ajuntament de Viladamat va acordar remodelar l'antic Ajuntament durant l'any 2005 per destinar-lo a altres serveis.